# Río Moros (vattendrag i Spanien, Kastilien och Leon)
Río Moros är ett vattendrag i Spanien.   Det ligger i provinsen Provincia de Segovia och regionen Kastilien och Leon, i den centrala delen av landet, 90 km nordväst om huvudstaden Madrid.